# Sant Cristòfol de Raset
Sant Cristòfol de Raset és una església de Cervià de Ter (Gironès) inclosa a l'Inventari del Patrimoni Arquitectònic de Catalunya.

## Descripció
És una església de petites dimensions amb teulada a doble vessant. La façana és de línies senzilles i consta de portada rectangular, allindada i emmarcada per motllures llises. Al damunt de la portalada hi ha un rosetó. La façana acaba amb un campanar de paret amb dos finestrals d'arc de mig punt, convertint en torre aplanada amb teulada a dos vessants. A l'interior es cobreix amb volta gòtica en la qual es conserven unes originals pintures a les arcuacions amb colors molt vius.

## Història
Consta documentalment l'existència d'un temple anterior a aquest de cap al segle xi. Aquest és del segle xvii tot i que conserva incorporats elements gòtics.
La parròquia corresponent, de Raset, sempre va ser sufragànea de la de Sant Genís de Cervià.